# Bellefonte (Kentucky)
Bellefonte – miasto w Stanach Zjednoczonych, w stanie Kentucky, w hrabstwie Greenup.